# Norwood (Illinois)
Norwood è un villaggio degli Stati Uniti d'America, situato nello Stato dell'Illinois, nella contea di Peoria.